# 둘세 데사피오
《둘세 데사피오》(스페인어: Dulce desafío)은 1988년 방영된 멕시코의 텔레노벨라이다.